# Jean-François Lovisolo
Jean-François Lovisolo, né le 15 novembre 1968 à Pertuis, est un homme politique français.
Maire de La Tour-d'Aigues de 2008 à 2023 et conseiller départemental du canton de Pertuis depuis 2015, il est candidat à la députation dans la cinquième circonscription de Vaucluse en 2012 sous l'étiquette du Parti socialiste (PS).
Il quitte le PS et est investi par la coalition Ensemble en 2022. Élu face au sortant Julien Aubert des Républicains, il siège avec Renaissance. Il ne se représente pas à sa réélection en 2024.

## Biographie
Jean-François Lovisolo obtient son premier mandat politique lors des élections municipales de 2008 en succédant à son père Maurice à la mairie de La Tour d'Aigues sous l'étiquette du Parti socialiste avec 100 % des voix. Il est réélu en 2014 et 2020.
En 2012, il est candidat aux élections législatives sur la cinquième circonscription de Vaucluse mais est finalement battu au second tour par Julien Aubert. Sur la circonscription voisine (troisième circonscription), il soutient la décision de la candidate PS de se maintenir au second tour, alors que la candidate FN, Marion Maréchal Le Pen, est en tête et ceci à rebours des instructions nationales. Des socialistes du Département l’accuseront d’avoir conclu un deal avec le RN, afin que la candidate arrivée troisième dans sa circonscription se maintienne, ce qui se soldera par un rapport à charge diligenté par le Siège. Cette version de tractations entre PS local et FN sera corroborée par Martine Furioli, candidate dans la cinquième circonscription face à Jean-François Lovisolo, qui s’en expliquera au moment de son soudain retrait. En 2015 il est élu conseiller départemental dans le canton de Pertuis.
Lors des élections législatives de 2022, il se présente sous l'étiquette Ensemble, il obtient 24,97 % des suffrages au premier tour de la cinquième circonscription législative de Vaucluse. Il est élu au second tour avec 50,79 % des suffrages exprimés.
Ayant initialement prévu de se retirer de son mandat de député en 2025 pour se concentrer sur ses mandats locaux, Jean-François Lovisolo ne se représente pas aux élections législatives de 2024.